# Colossendeis spicula
Colossendeis spicula är en havsspindelart som beskrevs av Child, C.A. 1994. Colossendeis spicula ingår i släktet Colossendeis och familjen Colossendeidae. Inga underarter finns listade i Catalogue of Life.